# قرار مجلس الأمن التابع للأمم المتحدة رقم 1079
قرار مجلس الأمن التابع للأمم المتحدة رقم 1079، المتخذ بالإجماع في 15 تشرين الثاني / نوفمبر 1996، بعد الإشارة إلى القرارات السابقة بشأن كرواتيا بما في ذلك القرارات 1023 (1995)، 1025 (1995)، 1037 (1996)، 1043 (1996) و1069 (1996)، مدد المجلس ولاية سلطة الأمم المتحدة الانتقالية لسلافونيا الشرقية وبارانيا وسيرميوم الغربية حتى 15 يوليو 1997.
ورحب مجلس الأمن بالتقدم الذي أحرزته إدارة الأمم المتحدة الانتقالية في سيراليون في تسهيل عودة الأراضي إلى كرواتيا. طلب الاتفاق الأساسي بين كرواتيا والصرب المحليين إدارة مؤقتة للأمم المتحدة لمدة 12 شهرًا، ويمكن تمديدها لمدة عام آخر بناءً على طلب أحد الطرفين، وهو ما طالب به الصرب المحليون. وكان الأمين العام بطرس بطرس غالي قد طلب تمديد إدارة الأمم المتحدة الانتقالية في سلافا لمدة ستة أشهر.
ودُعيت كرواتيا والمجتمع الصربي المحلي للعمل مع إدارة الأمم المتحدة الانتقالية في سلوفا والسكان لتهيئة الظروف التي يمكن فيها إجراء الانتخابات المحلية. كلاهما كان عليهما الامتثال للاتفاق الأساسي واحترام حقوق جميع المجموعات العرقية. ويجب احترام حق اللاجئين في العودة إلى ديارهم بينما يكون الطرفان مسؤولين عن الأداء الفعال للشرطة.
وأخيراً، طُلب من الأمين العام أن يقدم تقريراً عن التطورات بحلول 15 شباط / فبراير و 1 تموز / يوليو 1997، وأن يقدم توصيات بشأن إعادة هيكلة سلطة الأمم المتحدة الانتقالية ووجود الأمم المتحدة في كرواتيا.

## روابط خارجية
- نص القرار في undocs.org